# К-223 «Подольск»
К-223 «Подольск» — стратегическая атомная подводная лодка проекта 667БДР «Кальмар», входившая в состав Тихоокеанского флота России.

## Строительство
16 марта 1976 года зачислен в списки кораблей ВМФ как К-223. Заложен на стапелях МП «Севмаш» в Северодвинске 19 февраля 1977 года, заводской номер 395. Был зачислен в состав 339-й БрСРПЛ Северного флота ВМФ СССР.
Спуск на воду состоялся 30 апреля 1979 года, 27 ноября того же года вошёл в строй — поднят Военно-морской флаг, а 23 января 1980 года включён в состав 13-й дивизии ПЛ 3-й Флотилии ПЛ Северного флота с базированием в бухте Оленья Губа.

## Служба

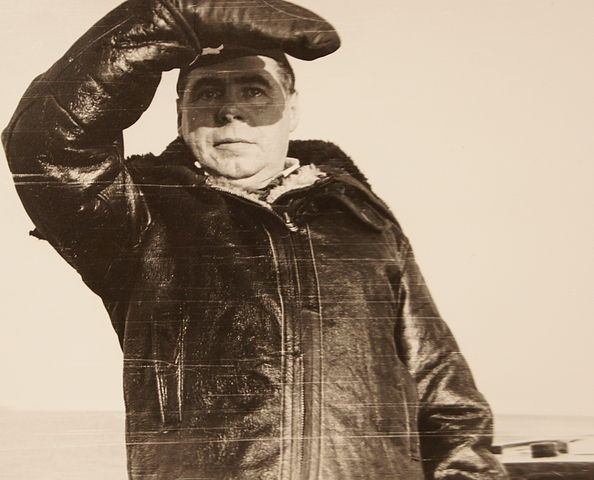
Вице-адмирал Матушкин — старший на переходе

В 1980 году под руководством вице-адмирала Л. А. Матушкина РПКСН К-223 (командир — капитан 1-го ранга Д. Н. Новиков) совместно с  атомной подводной лодкой К-43 (проекта 670) был совершён межфлотский переход из бухты Оленья Губа в бухту Крашенинникова (т.е. с Северного на Тихоокеанский флот подо льдами Центральной Арктики). За успешный переход с Северного ТВД на Тихоокеанский вице-адмиралу Матушкину и капитану 1-го ранга Новикову присвоены звания Герой Советского Союза.

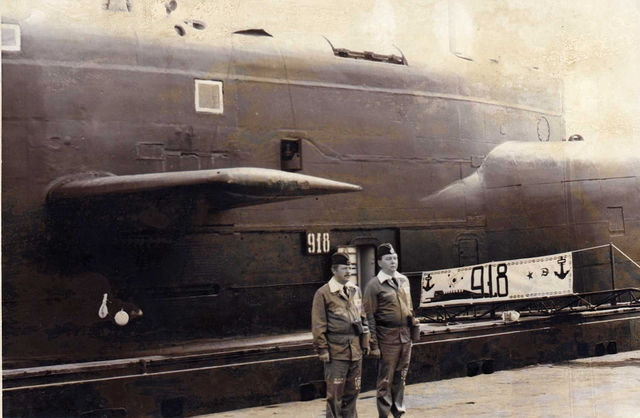
1988 год, Командир ПЛ капитан 1-го ранга Журенков, ЗКПЧ капитан 2-го ранга Абрамов

11 декабря 1980 года вошла в состав 25-й ДиПЛ 2-й Флотилии ПЛ Тихоокеанского флота с базированием в бухте Крашенинникова (г. Вилючинск). С декабря 1989 года по апрель 1994 года крейсер прошёл средний ремонт в ДВЗ «Звезда» в городе Большой Камень (72 ОБрСРПЛ ТОФ).
В 1996 году провёл совместную с К-211 стрельбу баллистическими ракетами Р-29Р по береговой цели. 18 июля 1998 года получил наименование «Подольск».
В начале мая 2014 года выполнял задачу в рамках учений ядерной триады: совершил длительный переход в район применения ракетного оружия, в Тихом океане отработал тактическое учение по преодолению противодействия противолодочных сил. Затем по сигналу вышел в назначенный район в Охотское море и выполнил практический ракетный пуск из подводного положения. Головная часть ракеты поразила условную цель на Северо-западном полигоне «Чижа».
30 октября 2015 года в рамках плановой тренировки по проверке системы управления Вооруженных сил РФ из акватории Охотского моря был выполнен пуск баллистической ракеты Р-29Р.
По результатам 2016 года экипаж подводной лодки стал победителем соревнований на приз главкома ВМФ среди ракетных подводных лодок стратегического назначения.
На 2017 год К-223 «Подольск» входит в состав 25-й ДиПЛ 16-й ЭскПЛ ТОФ и базируется в бухте Крашенинникова.
По данным на начало 2018 года, объявлен тендер на выгрузку ядерного топлива, в ближайшее время подводная лодка будет списана.
31 октября 2019 года на РПКСН К-223 «Подольск» спущен Военно-морской флаг.

## Командиры
- Капитан 1-го ранга Новиков Д. Н. (09.1974—06.1986)[10]
- Капитан 1-го ранга Храптович А. И. (1980-1984 гг.)
- Капитан 1-го ранга Журенков Г. В. — экипаж К-223-1
- Капитан 1 ранга Каленов А. В. — экипаж К-223-2 (1990-1992 гг.)
- Капитан 1-го ранга Гречкин Г. Н.
- Капитан 1-го ранга Шматов И. И.
- Капитан 1-го ранга Хайдуков А. О.
- Капитан 1-го ранга Нещерет А. А.
- Капитан 1-го ранга Жук И. В.